# Сахарный диабет у кошек
Са́харный диабе́т (лат. Diabetes mellitus) — это хроническое заболевание у кошек, при котором организм не имеет возможности должным образом вырабатывать гормон инсулин или реагировать на него.

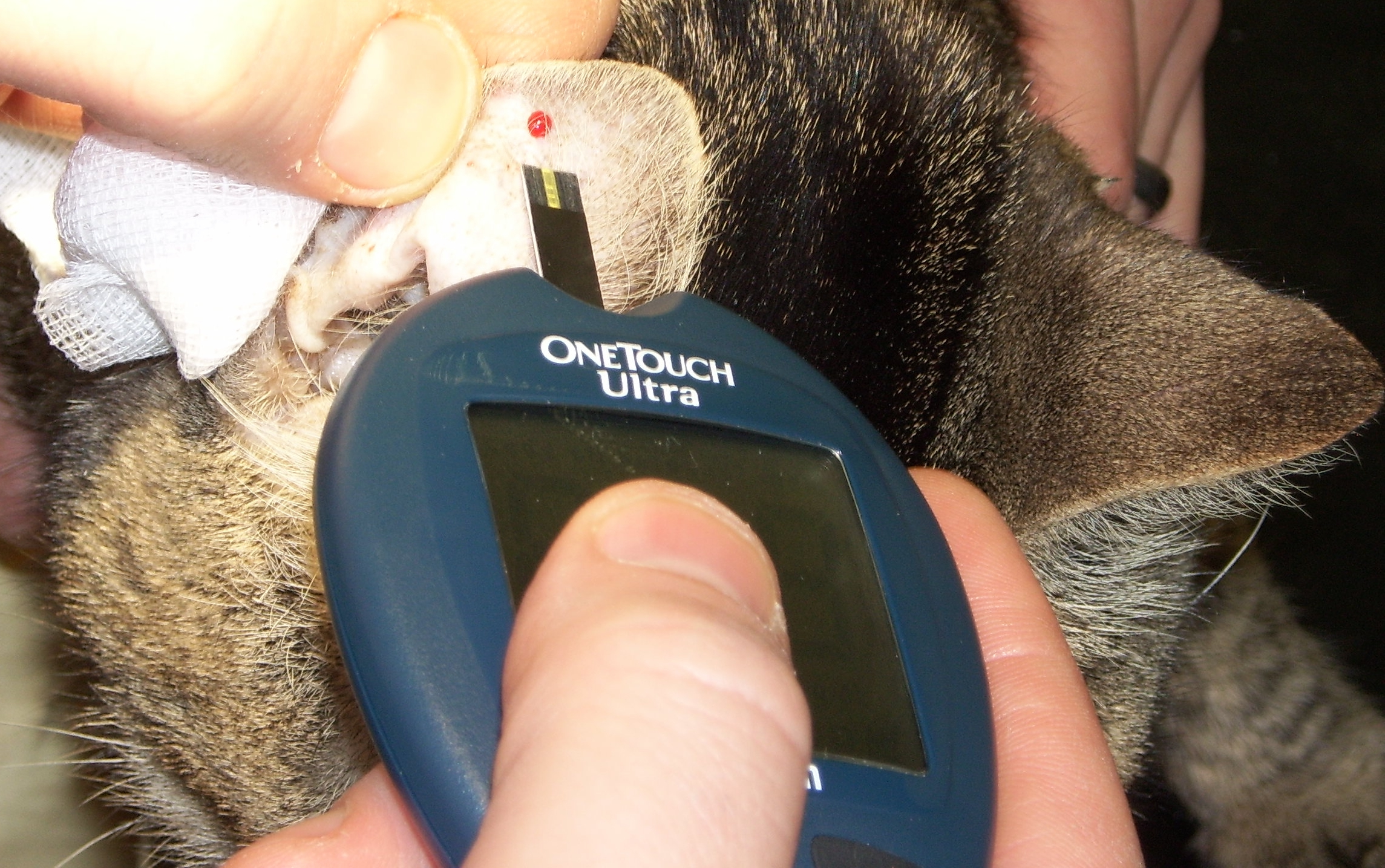
Измерение уровня глюкозы в крови кошки

Заболевание приводит к повышению уровня глюкозы в крови, которая является основным источником энергии для организма. Диабет поражает около 4 % всех кошек и этот показатель на данный момент стремится к росту. Сахарный диабет у кошек встречается реже, чем у собак. От восьмидесяти до девяноста пяти процентов кошек с диабетом испытывают нечто похожее на диабет 2 типа у людей, но, как правило, сильно зависят от инсулина к тому времени, когда симптомы диагностируются. Состояние поддаётся лечению. Правильное лечение способствует значительной продолжительности жизни. Быстрое и эффективное лечение у кошек может привести к диабетической ремиссии, при которой кошка больше не нуждается в инъекциях инсулина.
Без своевременного лечения наблюдается слабость в области задних конечностей животного, недоедание, кетоацидоз и обезвоживание. В итоге отсутствие лечения может привести к смерти.

## Описание
Сахарный диабет — это заболевание поджелудочной железы, небольшого органа, расположенного рядом с желудком. В поджелудочной железе есть два разных типа клеток, которые выполняют различные функции. Одна группа клеток вырабатывает ферменты, необходимые для правильного пищеварения. Другая группа, называемая бета-клетками, вырабатывает гормон инсулин, который регулирует уровень глюкозы (сахара) в кровотоке и контролирует доставку глюкозы к тканям организма. Проще говоря, сахарный диабет вызван неспособностью поджелудочной железы регулировать уровень сахара в крови.
Клинические признаки сахарного диабета связаны с повышенными концентрациями глюкозы в крови и неспособностью организма использовать глюкозу в качестве источника энергии.
Сахарный диабет является вторым наиболее распространенным эндокринным заболеванием у кошек. Заболевание чаще наблюдается у кошек среднего и старшего возраста и чаще встречается у котов, чем у кошек. Так же использование глюкокортикоидов (стероидов) для лечения других заболеваний, таких как кошачья астма, является одним из факторов риска. Количество кошек с диабетом растет угрожающими темпами из-за стремительного увеличения числа кошек с избыточным весом и ожирением.
Вероятность развития диабета у кошек с ожирением в четыре раза выше, чем у кошек с весом в пределах нормы, поэтому самое важное, что может сделать владелец кошки для снижения риска развития диабета, — это поддерживать вес в норме и поощрять физическую активность посредством ежедневных игр.

## Виды сахарного диабета у кошек

### Диабет 1 типа
Инсулинозависимым диабет возникает у кошек, когда поджелудочная железа не может вырабатывать инсулин.

### Диабет 2 типа
Диабет 2 типа у кошек отличается от диабета 1 типа тем, что поджелудочная железа все еще вырабатывает инсулин, но кошачий организм не в состоянии использовать его должным образом.
Диабет кошек 2 типа является наиболее распространенной формой диабета у кошек и часто вызывается резистентностью к инсулину, что может быть связано с ожирением кошек. В дополнение к кошачьему диабету, кошка с ожирением также может страдать от сердечных заболеваний, болезней суставов и другими сопутствующими заболеваниями.

## Диагностика
Сахарный диабет диагностируют по наличию типичных клинических признаков:
- повышенная жажда;
- избыточное мочеиспускание;
- повышенный аппетит;
- потеря массы тела;
- высокий уровень глюкозы в крови;
- наличие глюкозы в моче[2]

Диабет является наиболее распространенным заболеванием, вызывающим значительное повышение уровня глюкозы в крови.
Чтобы сохранить глюкозу в организме, почки не фильтруют глюкозу из кровотока в мочу, пока не будет достигнут чрезмерный уровень. Это означает, что у кошек с нормальным уровнем глюкозы в крови не будет глюкозы в моче. Однако у кошек с диабетом избыточное количество глюкозы в крови, поэтому она попадает в мочу. Как только уровень глюкозы в крови достигает определенного уровня, избыток выводится почками и попадает в мочу. Вот почему у кошек и людей с сахарным диабетом в моче присутствует сахар (глюкозурия). Глюкозурия возникает, когда концентрация глюкозы в крови превышает способность проксимальных канальцев реабсорбировать глюкозу из клубочкового фильтрата (более 14-16 ммоль/л [250-290 мг/дл]), и результирующий осмотический диурез приводит к полиурии и компенсаторной полидипсии.
Однократного измерения уровня глюкозы в крови в ветеринарной клинике может быть недостаточно для диагностики диабета во всех случаях. У кошек может развиться кратковременное повышение уровня глюкозы в крови в ответ на стресс, известное как стрессовая гипергликемия. В этих неопределенных случаях может быть полезен лабораторный тест, известный как концентрация фруктозамина. Этот тест дает приблизительное среднее значение концентрации глюкозы в крови кошки за последние две недели, поэтому стрессовая гипергликемия на нее не повлияет. В настоящее время не существует общепринятой нижней границы диабета у кошек, при этом значения ≥180-288 мг/дл (10-16 ммоль/л) считаются диагностическими.
В редких случаях неконтролируемого диабета у кошек может наблюдаться повреждение нервов в задних конечностях, что приводит к «стоположению» задних конечностей. Не вызывает болезненных ощущений и как правило проходит после лечения.

## Лечение
Основными целями лечения кошачьего диабета являются:
- Восстановление нормальной концентрации глюкозы в крови
- Остановка или контроль потери веса
- Прекращение или минимизация признаков повышенной жажды и мочеиспускания
- Избегание неадекватно низкого уровня сахара в крови из-за лечения (гипогликемия)

Эти цели лучше всего достигаются с помощью комбинации инсулинотерапии и диетотерапии.

### Инсулинотерапия

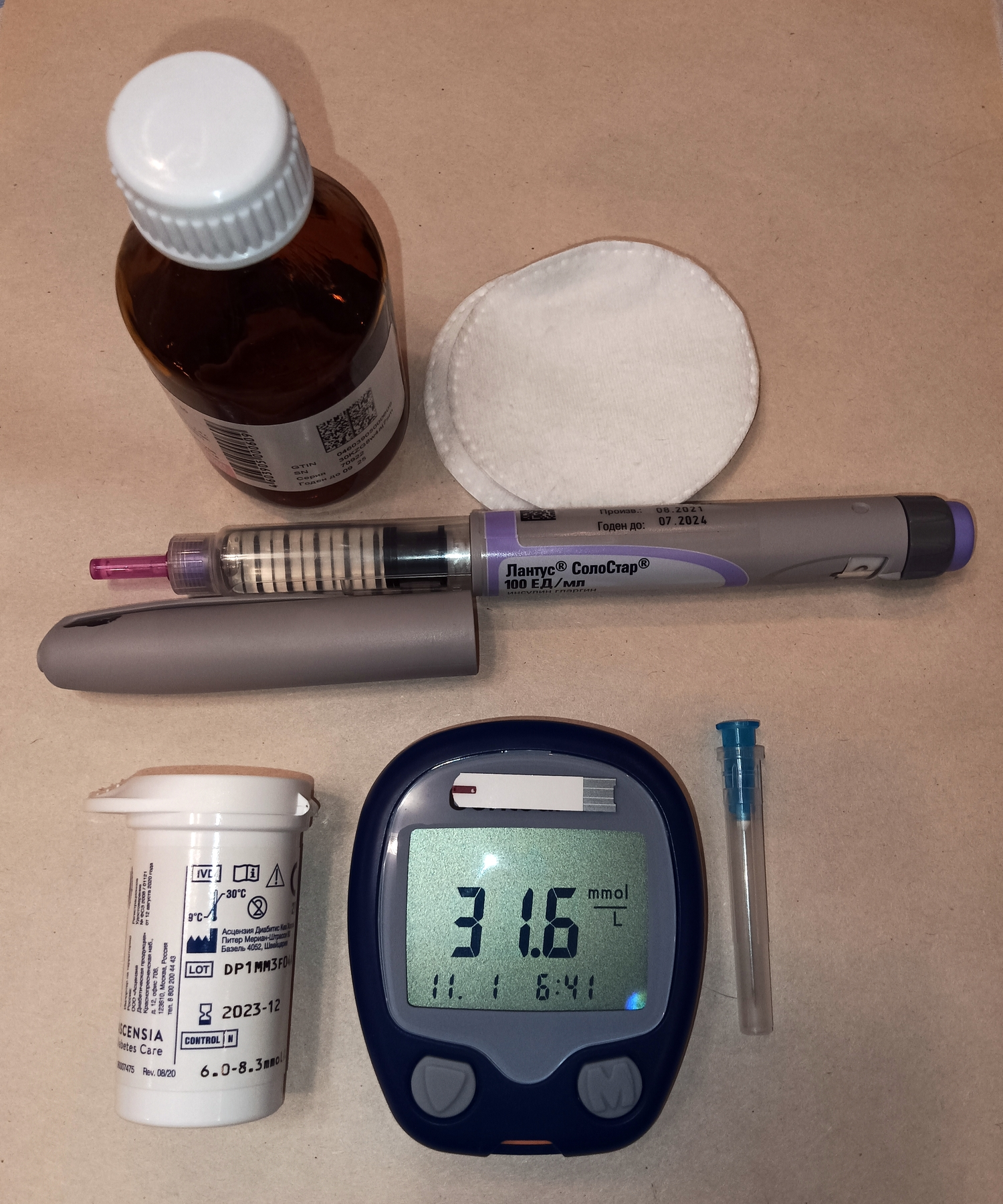
Инсулиновый набор для кошек: спиртовой раствор и ватные диски для обеззараживания места прокола, игла для прокола слизистой оболочки уха и забора крови, глюкометр с тест-полосками, шприц-ручка с тонкой иглой для введения инсулина под кожу

Инъекционный инсулин является основой лечения кошачьего диабета. В отличие от людей с диабетом II типа пероральные препараты для снижения уровня сахара в крови, такие как глипизид, не показали постоянной эффективности у кошек.
Существует несколько типов препаратов инсулина, которые можно использовать у кошек при лечении диабета, например, инсулин ленте (ветсулин), процинк или инсулин гларгин. Эти типы инсулина различаются по стоимости, продолжительности действия и концентрации. Каждый тип инсулина имеет определенный размер шприца (U-100 или U-40), поэтому очень важно удостовериться в использовании подходящего шприца для инсулина.
Инъекции инсулина делаются под кожу холки примерно каждые 12 часов. Инсулин вводится при содержании глюкозы в крови выше 15 ммоль/л. Кошки, как правило, хорошо переносят эти инъекции.

### Диетическая терапия
Диета с низким содержанием углеводов улучшает регулирование уровня сахара в крови у кошек с диабетом. Существует несколько рецептурных кормов, которые доступны как в виде влажного, так и в виде сухого корма. Для кошек с избыточным весом при диагностированном диабете медленная контролируемая потеря веса под тщательным наблюдением ветеринара очень важна для достижения лучшего контроля над уровнем глюкозы в крови.
Оптимальное время приема пищи для кошек с диабетом является спорным. Многие ветеринары рекомендуют давать пищу во время инъекции инсулина, чтобы избежать опасного падения уровня глюкозы в крови. Тем не менее, нет доказательств того, что время или частота приема пищи у кошек с диабетом защищает их от гипогликемии, вызванной инсулином. Если по какой-либо причине необходимо воздержаться от приема пищи, например, из-за анестезии, обычно рекомендуется вводить 50 % обычной дозы инсулина с тщательным последующим наблюдением для обеспечения хорошего гликемического контроля.
Признаки гипогликемии у кошек могут включать:
- Дезориентация;
- Глубокая слабость или вялость;
- Желудочно-кишечные симптомы (рвота, диарея, отказ от еды);
- Дрожь;
- Судороги;

При обнаружении какие-либо из этих признаков, необходимо дать кошке раствор глюкозы либо сладкие продукты (кукурузный сироп, кленовый сироп, мёд) и немедленно обратиться за ветеринарной неотложной помощью. В случае появления судорог можно попытаться втереть сироп в дёсны животного.

### Физическая нагрузка
Физическая активность кошки является важным компонентом, помогающим животному достичь здорового веса. При серьезном подходе и достижении соответствующей потери веса у кошек с диабетом может даже наступить диабетическая ремиссия, когда отпадает необходимость в инъекциях инсулина.

## Ремиссия
Хотя лекарств от кошачьего диабета не существует, прогноз хорошего качества жизни достаточно высокий при надлежащем лечении в домашних условиях. В условиях раннего обнаружения и качественного лечения диабета многие кошки вступают в состояние диабетической ремиссии, что означает, что они могут поддерживать нормальный уровень сахара в крови без инъекций инсулина. Было показано, что пожилые кошки, кошки, которые ранее получали стероидные препараты, и получавшие инсулин гларгин, с большей вероятностью вступят в состояние ремиссии диабета, но наиболее важным фактором является раннее начало инсулинотерапии и тщательный мониторинг. Если у кошки не наступила диабетическая ремиссия в течение первых шести месяцев после постановки диагноза, ей почти наверняка потребуются пожизненные инъекции инсулина. Кошки, достигшие диабетической ремиссии, должны продолжать получать низкоуглеводную диету и находиться под тщательным наблюдением.